# Giovanni Palladino
Giovanni Palladino, né le 5 juillet 1974 à Naples, est une personnalité politique italienne. Il est député de la  XVIIe législature de la République italienne.